# ですぺら
『ですぺら』（DESPERA）は、小中千昭による日本のSF小説。イラストは安倍吉俊が担当している。徳間書店の月刊アニメ雑誌『アニメージュ』にて2009年7月号から2010年7月号まで連載された後、ロマンアルバムより『ですぺら 大正電脳ダダイズム絵巻』のタイトルで単行本が刊行された。

## 概要
本作は、小中千昭、安倍吉俊、中村隆太郎というテレビアニメ『serial experiments lain』（1998年）のメインクリエイターが再集結した新たなプロジェクトである。その企画第1弾として、アニメージュ創刊31周年記念号からビジュアルノベルとして連載が開始され、その後はアニメ化する企画もあった。しかし連載当時、中村は体調を崩しており、雑誌連載のみで企画は終了した。以降は公式サイトに「現代文パート」と題して小中が自身の視点から描いた後書きの様なものを掲載するにとどまっている。のちに単行本が出版されたが、雑誌連載時とは内容や設定に若干の違いがみられる。
『ですぺら』というタイトルは、大正時代のダダイストであり、詩人でもあった辻潤の散文詩のタイトルからの引用であり、またDesperado（ならず者）という意味もあるとのこと。本作は、その辻潤が生きた大正時代の日本―大正デモクラシーなど民権運動などの動きが起こり、現代にも通じる科学技術や思想が動き出した時期であり、関東大震災が起き、軍部の思想的暴走が始まる時期でもある―を舞台に、「あいん」と呼ばれる不思議な少女と、彼女が作った「未来を覗く装置」、そして大正に生きた様々な人々の物語を描いている。

## あらすじ
物語の舞台は1922年（大正11年）、関東大震災の1年前の日本。「あいん」と呼ばれる不思議な少女は、「浅草十二階」の名で知られる凌雲閣の地下で、不思議な機械を作りながら、「未来を覗く装置」で未来を見る男と暮らしている。

## 登場人物
あいん
本作のヒロイン。戦車隊を相手に電磁波を腕から放ち対抗するなどの人間離れした能力を見せる、謎が多い不思議な少女。
竹下は世話係となり、謎の機械人形「お父さん」を製作しながら十二階の地下で暮らすようになる。
頭に無理やり付けている黒いリボンが特徴。
男
本作の主人公。姓は竹下。本名かどうかは定かでない。
浅草十二階の地下を根城にし、「未来を覗く装置」で得た未来の情報を軍部や貴族に売りながら資金を稼いでいる。近い内に起こる悲劇を忠告するが、なかなか受け入れられない。
自身が奇抜な存在である事を自覚してか、基本的に他人とプライベートな関係を持とうとしない。感情に乏しく、基本的に無表情だが、あいんに対しては深い愛情のようなものを持っている。

## 各話リスト

### アニメージュ連載
- 第〇話 序章（2009年7月号）
- 第一話 十二階下の少女（2009年8月号）
- 第二話 洋館の露西亜貴婦人（2009年9月号）
- 第三話 浅草異譚（2009年10月号）
- 第四話 電気娘対戦車隊（2009年11月号）
- 第五話 銀幕の彼方より（2009年12月号）
- 第六話 三角二階の片隅にて（2010年1月号）
- 第七話 十二階天塔の黒猫（2010年2月号）
- 第八話 魔王（2010年3月号）
- 第九話 空（2010年4月号）
- 第拾話 離別（2010年5月号）
- 第拾一話 績かぬ悪夢（2010年6月号）
- 第拾二話 邂逅（2010年7月号）

### 公式サイト連載
- 現代文パート 第拾三話（2010年6月25日）
- 現代文パート 第拾四話（2010年7月3日）
- 現代文パート 第拾五話（2010年7月9日）

## 小説スタッフ
- 脚本 - 小中千昭[1]
- キャラクターデザイン - 安倍吉俊[1]
- 演出 - 中村隆太郎[1]
- デザイン - 根津典彦[1]

## 書籍情報
- 小中千昭・安倍吉俊（著）『ですぺら 大正電脳ダダイズム絵巻』（徳間書店ロマンアルバム、2011年4月28日） ISBN 978-4-19-720328-4

## テレビアニメ
雑誌連載前からアニメ化の企画があったが、諸般の事情で中止となった。
2010年、雑誌「ユリイカ」10月号にて、小中が中村の体調不良について述べ、またこれによりアニメ化の企画は一時的に凍結となっていると記した。2011年に発行された単行本に、アニメ化の無期限凍結が明記された。小中はこの中で「ですぺらは一先ず終了」と語り、次の企画の準備を進めているとも述べている。また、安倍もアニメ化できなかったことを詫びる文を寄せている。小中は2014年発売の自身の著作『恐怖の作法: ホラー映画の技術』においても、本作の企画趣旨やアニメ化中止に至る経緯を語っている。
2013年、中村の訃報が伝えられた。
2018年に小中による「近日ではないが動きがある」との発言があったものの、2022年時点でも動きはない。

### スタッフ
- 脚本 - 小中千昭
- キャラクター原案 - 安倍吉俊
- 監督・演出 - 中村隆太郎